# Wild Tides
Wild Tides byla pražská kapela oscilující na pomezí několika žánrů především surf punku, ale snesou spoustu označení od punku po glam rock.  Vznikli v roce 2011 jako jednočlenný projekt Jakuba Kaifosze, který ještě první EP Hearts on Fire nahrával téměř sám. V roce 2015 zvítězili v soutěži projektu Czeching a jako výhru nahrávali své následující album Sever Fashion ve studiu Českého rozhlasu. Většinu své hudební produkce zpívali v Angličtině, pouze poslední album Sbohem a šáteček z roku 2017 je zpívané česky.

## Členové skupiny
- Jakub Kaifosz – kytara, zpěv
- Jan „Vegy“ Táborský – kytara
- Michal Dovec – bicí

## Diskografie

### Studiová alba
- Hung Loose (2013)
- Sever Fashion (2015)
- Sbohem a šáteček (2017)

### Společná alba
- Wild Tides / My Dead Cat (2015)

### EP
- Ready To Go (2012)
- Hearts On Fire (2012)
- Watching Girlz Talk (2013)
- I Only Miss You When You're Gone (2013)